# Anatomía de superficie

Proyecciones superficiales de los principales órganos del tronco, utilizando la columna vertebral y caja torácica como principales puntos de referencia de la anatomía de superficie.

Anatomía de superficie (también llamada anatomía superficial o anatomía visual) es el estudio de las características externas  o superficie del cuerpo relacionando los accidentes anatómicos de la misma con las proyecciones de los órganos y elementos contenidos en el mismo cuerpo.  Se trata de características anatómicas que pueden ser estudiados por la vista, sin disección. Como tal, es una rama de la anatomía macroscópica, junto con la endoscópica y la anatomía radiológica. La anatomía de superficie es una ciencia descriptiva. En particular, en el caso de anatomía de superficie del cuerpo humano, se trata de la forma, proporciones y los puntos de referencia de la superficie que corresponden a estructuras más profundas ocultas a la vista, tanto en actitud estática o en movimiento.
Además, la ciencia de la anatomía de superficie incluye las teorías y sistemas de las proporciones del cuerpo y cánones artísticos relacionados.  El estudio de la anatomía de superficie es la base para representar el cuerpo humano en el arte clásico.
Algunas pseudociencias como la fisonomía, la frenología y la quiromancia se basan en la anatomía de superficie.

## Anatomía de superficie del cuerpo humano

### Anatomía de la superficie del tórax
El conocimiento de la anatomía de superficie del tórax (pecho) es particularmente importante porque es una de las áreas más frecuentemente sometidos a examen físico, como la auscultación y percusión. Los pechos femeninos humanos se encuentran en la pared anterior del tórax, con mayor frecuencia entre el segunda y sexta costilla.

## En otros animales
Los puntos de referencias en otras especies más resaltantes son: 
- Cabeza
- Tentáculo (Cephalopoda)
- Asta (cuerno)
- Cresta sagital
- Capucha
- Antenas
- Melena
- Ojo (En animales)
- Oreja (En animales)
- Hocico
- Nariz (En animales)
- Tronco (En animales)
- Fosa nasal (En animales)
- Bigotes (En animales)
- Pico (Aves), Boca (En animales)
- Los dientes, Colmillo
- Ubre
- Branquias
- Marsupio (En marsupiales)
- Vulva (hembra)
- Pene (masculino)
- Escroto (masculino)
- Cola.